# Die Dame mit der Maske (film 1928)
Die Dame mit der Maske è un film muto del 1928 diretto da Wilhelm Thiele.

## Produzione
Il film fu prodotto dall'Universum Film (UFA).

## Distribuzione
Distribuito dall'Universum Film (UFA), il film uscì nelle sale cinematografiche tedesche il 26 settembre 1928, presentato al Kammer-Lichtspiele di Berlino. Il visto di censura O.00476 del 24 maggio 1928 ne vietava la visione ai minori.